# Magnus Lundberg i Falkenberg
Anders Magnus Lundberg, född 24 november 1820 i Falkenbergs församling, död 24 april 1912 i Falkenbergs församling, var en svensk borgmästare och riksdagsman.
Lundberg var borgmästare i Falkenbergs stad. Han var riksdagsman för borgarståndet i Falkenbergs stad och Kungsbacka stad vid ståndsriksdagen 1865–1866, och var senare även ledamot av riksdagens andra kammare, invald i Laholms, Falkenbergs, Varbergs och Kungsbacka valkrets.